# Saraminozonium okai
Saraminozonium okai är en mångfotingart som beskrevs av Masatoshi Takakuwa och Miyosi 1949. Saraminozonium okai ingår i släktet Saraminozonium, ordningen spetshuvuddubbelfotingar, klassen dubbelfotingar, fylumet leddjur och riket djur. Inga underarter finns listade i Catalogue of Life.